# Obediencia masónica
Una obediencia masónica es una agrupación de logias masónicas, la mayoría de las veces en forma de federación. Pueden tomar el nombre de Gran Logia (un término que se origina en Inglaterra, el más común) o Gran Oriente (un término que se origina en Francia, menos extendido en el mundo). Otras denominaciones menos frecuentes son Gran Priorato u Orden Masónica. 
Salvo algunas excepciones, las obediencias administran solo los grados 1º al 3º de la francmasonería. El resto de grados, llamados grados colaterales o grados superiores según el rito que se practique, se administran por organizaciones masónicas independientes con denominaciones variadas como Supremos Consejos, Consistorios, Capítulos, etc. Si bien se tiene constancia desde antiguo de la primacía de algunas logias operativas sobre otras, este sistema administrativo nació con las constituciones de Anderson que, en 1723, institucionalizaron la masonería especulativa.
- Datos: Q1378781